# 小泉キラリ
小泉 キラリ（こいずみ キラリ、1981年8月8日 - ）は、日本の元AV女優。
東京都出身。身長：156cm、スリーサイズは(B,W,H)=86cm,59cm,86cm、Dカップ。血液型：A型。

## 略歴
- 1999年 - 菅野桃としてAVデビュー。途中から、小泉キラリに改名した。
- 2005年12月31日 - 自身のブログを閉鎖。
- 2006年2月1日 - 『キスと涙を愛するように』をもってAV女優を引退した。

## 出演作品

### アダルトビデオ
菅野桃 名義
- フレンド（プラスワン）※薄消し作品
- ファーストラブ（Tコンテンツ）
- 隠語de恥じらい娘（Tコンテンツ）

小泉キラリ 名義
2001年
- MILK GIRL（6月26日、宇宙企画（メディアステーション））
- 劣情天使（7月21日、宇宙企画）
- SKINLESS（8月16日、宇宙企画）
- 愛にいちばん近い悲しみ（9月12日、宇宙企画）
- NON FICTION（11月30日、アトラス21）
- COS-PARA（レンタル） / コスチュームパラダイス（セル）（12月25日（レンタル） / 2002年3月22日（セル）、アトラス21）

2002年
- ドリームシャワー 40（5月3日、ワープエンタテインメント）
- 堕天使X（6月9日、宇宙企画）
- 「痴」女優（7月5日、ワープエンタテインメント）
- ザーメンby女教師 〜僕の言いなりインテリ先生〜（8月9日、ワープエンタテインメント）
- ウルトラ・ミックス（9月27日、宇宙企画）
- 淫縛の夜間飛行〜スチュワーデスレイプ〜（11月4日、SODクリエイト）
- アナタの奴隷にして下さい（12月20日、SODクリエイト）

2003年
- 小泉キラリの音!（1月10日、DASH（ハンドメイドビジョン））
- なぐさめてア・ゲ・ル（2月6日、SODクリエイト）
- 超高級SM倶楽部小泉キラリのS嬢M嬢（3月6日、SODクリエイト）
- ブラックザーメン in L.A.（3月15日、MOODYZ）
- 極 本番（3月20日、GLAY'z）
- ドリームウーマン×ザーメン酔拳DX（4月15日、MOODYZ）
- 僕だけの服従ザーメン女教師（5月15日、MOODYZ）
- 議員令嬢 汚されたライオンハート（6月8日、アタッカーズ）
- 小泉キラリ ［完全版］（7月1日、ワンズファクトリー）
- ブラック乱交 in L.A.（7月15日、MOODYZ）
- デジタルモザイクVol.016（8月1日、MOODYZ）
- 淫獣遊戯（8月8日、アタッカーズ）
- 最高のオナニーのために（9月1日、MOODYZ）
- アナル中出しFUCK!（10月1日、MOODYZ）
- ザーメンチャンピオンカーニバル 【スペレズタッグ戦】（11月1日、MOODYZ）
- ザーメンチャンピオンカーニバル 【シングル戦】（11月1日、MOODYZ）
- 「痴」美容室（12月4日、ドリームチケット）
- NO.1 美女軍団 -銀行強盗- 連続中出し大輪姦（12月4日、アイエナジー）
- 熱吻〜ガチンコレズとスペルマ接吻〜（12月5日、ワープエンタテインメント）
- 龍縛監禁凌辱6 哀虐のラスト・ノート（12月8日、アタッカーズ）

2004年
- Natural!（1月1日、MOODYZ）
- NO.1 美女軍団 －女教師中出し輪姦伝説－（1月8日、アイエナジー）
- 下半身超アップの世界12（2月1日、MOODYZ）
- Wアナルファンタジー（3月1日、MOODYZ）
- ［全国版］ソープの裏技を完全公開しちゃいます。（3月21日、ビデオバンク）オムニバス作品
- どすこい（4月1日、MOODYZ）
- 使い捨てM奴隷5（5月1日、MOODYZ）
- メイキング・オブ　どすこい（5月1日、MOODYZ）
- レズ・ザーメン・凌辱・SEX Wcast（6月1日、MOODYZ）
- 僕らの町の淫語痴女カフェ（7月1日、MOODYZ）
- 叱られ淫語。キレイなお姉さんに優しく叱られたい。（8月1日、MOODYZ）
- 痴女マンション（9月1日、MOODYZ）
- 小泉キラリ ぼくの先生。DPG（9月17日、エムデジタル）
- 人気単体女優の究極大量ゴックン ゴックン163発!!（10月1日、MOODYZ）
- 恥辱の看護師　Mの受難 2（11月15日、MOODYZ）
- ドリーム極道 極道を愛した女たち（12月15日、MOODYZ）

2005年
- ガチズム＜全編本気主義＞（1月15日、MOODYZ）
- 拘束椅子トランス（2月10日、ドグマ）
- 非肉便器宣言（2月15日、MOODYZ）
- 美しい痴女の接吻とセックス（3月10日、ドグマ）
- 綺麗なお姉さんに癒されたい（3月15日、MOODYZ）
- 牡丹と魔薇（3月30日、レックオーバー）
- アナルトランスDX（4月10日、ドグマ）
- 痴女と精子2（4月15日、MOODYZ）
- キラリ先生が痴女ってくれる幼稚園（5月13日、MOODYZ）
- 未公開いやらしい映像！接吻と手コキで楽しんで男を追いつめ射精させる美しい痴女たちスペシャル!!（5月15日、ドグマ）
- 交尾エロ デジモ&スケルトン（6月15日、ドグマ）
- 拘束トランス BEST（7月1日、MOODYZ）(7月1日、MOODYZ)
- 電車男の接吻とセックス（7月15日、ドグマ）
- ふたなりズム（7月15日、ドグマ）
- エスを狙え!（10月30日、レックオーバー）

2006年
- キスと涙を愛するように（2月1日、MOODYZ）※引退作

他